# Малеев, Вячеслав Владиславович
Вячеслав Владиславович Малеев (25 июня 1997, Тобольск, Тюменская область) — российский биатлонист, чемпион России, трёхкратный чемпион мира среди юниоров. Мастер спорта России.

## Биография
На внутренних соревнованиях представляет Тюменскую область. Первый тренер — Зольников Александр Семенович, позднее тренировался у 
Н. С. Пархоменко, 
А. А. Волкова, М. В. Кугаевского, Р. А. Зубрилова.

### Юниорская карьера
Неоднократный победитель и призёр первенств России и отборочных соревнований в младших возрастах. В том числе победитель первенства России 2017 года в эстафете и суперпасьюте и бронзовый призёр в гонке преследования; победитель первенства России 2018 года в пасьюте и эстафете и серебряный призёр в спринте; победитель первенств России по летнему биатлону в эстафете (2016 и 2017), серебряный призёр первенства 2018 года в спринте и смешанной эстафете. Победитель VI Всероссийской зимней Универсиады в спринте (2020).
Принимал участие в юниорском чемпионате мира 2016 года в Кейле-Грэдиштей в категории до 19 лет. Завоевал золотую медаль в гонке преследования, серебряную в эстафете и бронзовую в спринте, а также занял четвёртое место в индивидуальной гонке.
На юниорском чемпионате мира 2018 года в Отепя выступал среди 21-летних, стал чемпионом в эстафете, 13-м в спринте и 7-м в гонке преследования. В том же году принял участие в юниорском чемпионате Европы в Поклюке, где лучшим результатом стало 10-е место в спринте.
Участник юниорского Кубка IBU. Одержал победу в одной гонке — спринте на этапе в Ленцерхайде в декабре 2018 года.
Чемпион мира среди юниоров по летнему биатлону 2018 года в гонке преследования и серебряный призёр в спринте.

### Взрослая карьера
На чемпионате России в 2020 году стал чемпионом в патрульной гонке в составе сборной Тюменской области.